# Juhani Pallasmaa
Juhani Uolevi Pallasmaa (Hämeenlinna, 14 de setembro de 1936) é um arquiteto finlandês. É professor de arquitetura da Universidade Aalto. Foi diretor do Museu de Arquitetura da Finlândia, de 1978 a 1983.
Suas exposições sobre a arquitetura finlandesa, planejamento e artes visuais foram mostradas em mais de 30 países. Escreveu diversos artigos sobre filosofia da cultura, psicologia ecológica e teoria da arquitetura e teoria da arte.
Seu livro Die Augen der Haut – Architektur und die Sinne (Os olhos da pele - Arquitetura e os sentidos) tornou-se um clássico mundial e livro-texto sobre a teoria da arquitetura.
Pallasmaa é membro da Academia Internacional de Arquitetura e bolsista pesquisador do Instituto Americano de Arquitetos.

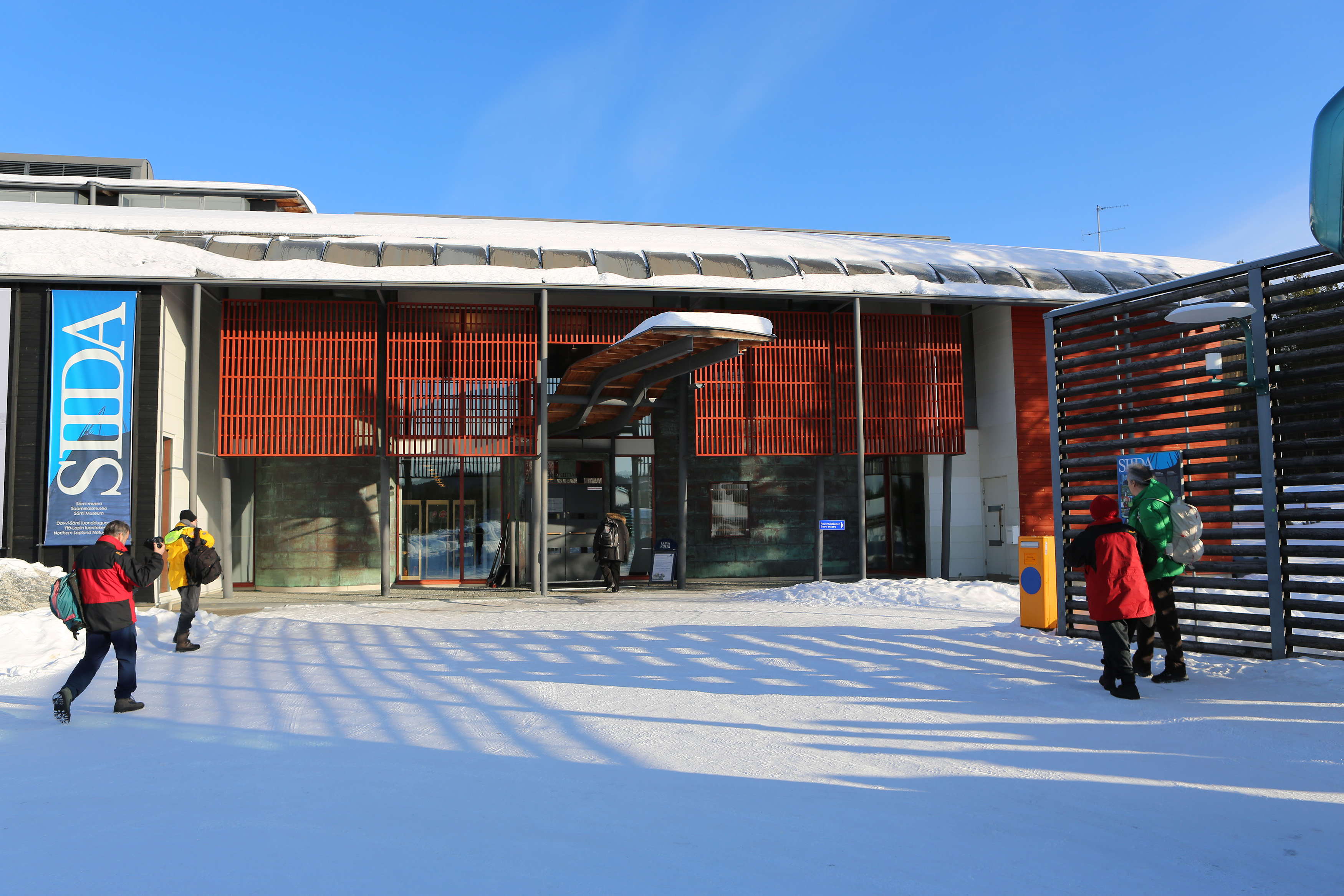
Siida – Sámi-Museum und Naturzentrum (Inari)
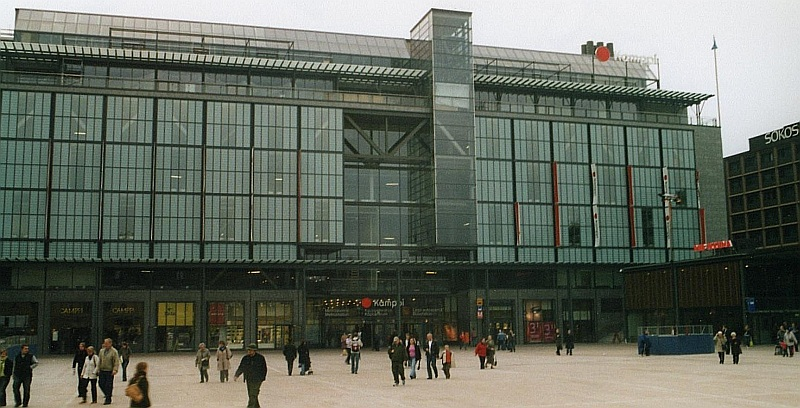
Kamppi Center (Helsinque)

## Obras
- Juhani Pallasmaa: Die Augen der Haut: Architektur und die Sinne. Atara Press, 2013, ISBN 978-0982225196
- Juhani Pallasmaa: The Embodied Image: Imagination and Imagery in Architecture. Wiley, 2011, ISBN 978-0470711903
- Juhani Pallasmaa: The Thinking Hand. Wiley, 2009, ISBN 978-0470779293
- Juhani Pallasmaa: Encounters: Architectural Essays. Rakennustieto, 2008, ISBN 978-9516826298
- Juhani Pallasmaa: The Architecture of Image: Existential Space in Cinema. Rakennustieto, 2001, ISBN 978-9516826281